# Theretra halimuni
Theretra halimuni là một loài bướm đêm thuộc họ Sphingidae. Nó được tìm thấy ở Java in Indonesia.